# Brustico
Il brustico è un piatto tipico di alcune zone della Toscana e dell'Umbria. In particolare delle zone del lago di Chiusi, del lago di Montepulciano e della parte occidentale del lago Trasimeno.
Si tratta, solitamente, di pesce persico abbrustolito sulla brace di canna lacustre. Particolare è il suo odore di fumo dato dai cannicci umidi usati per la cottura. 
Il pesce "abbrusticato"  viene servito senza lisca in piccoli pezzetti, condito con olio extra vergine d'oliva a crudo, poco aceto, sale e pepe.
Da oltre 30 anni la terza settimana di luglio a Villastrada, piccolo paese sul Lago di Chiusi al confine con la Toscana, si svolge la tradizionale Sagra del Brustico.

## Origine del nome
Il termine brustico deriva dal toscanismo "abbrusticà" (abbrusticare, abbrustolire).

## Origine
In molti riportano che sia una ricetta di origine etrusca, legata ai riti di questo popolo che aveva un consistente nucleo cittadino nella città di ’’Chamars’’, l’odierna Chiusi.
Di certo c'è qualcosa di rituale nel modo in cui per secoli hanno usato cuocere il pesce di lago sul fuoco vivo di canne e giunchi sia i pescatori di questi laghi sia i lavoratori (che spesso erano gli stessi pescatori) autorizzati alla raccolta delle piante usate per impagliare sedie e fiaschi che nascevano ai margini del lago ma anche e soprattutto nelle zone di impaludamento cui questi laghi (soprattutto quello di Chiusi) tendono.

## Procedimento
I pesci usati sono i piccoli lucci, le scardole, i boccaloni. e soprattutto i persici reali. Questi vengono posti vivi su delle grate appoggiate su fascine di cannucce e giunchi con le quali viene creato un falò. I pesci vengono lasciati carbonizzare esternamente. Quindi vengono raschiate con una spugnetta metallica le squame carbonizzate e, una volta tolte le lische, i pesci vengono suddivisi in filetti. Posti sul piatto vengono conditi con sale, pepe, olio extravergine di oliva e qualche volta con un po’ di aceto.